# Callum Turner
Callum Robilliard Turner (London, 1990. február 15. –) angol színész és modell.
A londoni Chelsea-ben nőtt fel.

## Pályafutás
Callum pályafutását 2010-ben kezdte. Kezdetben modellcégeknél dolgozott, mint a Next és a Reebok.
A 2014-es cannes-i fesztiválon adott interjújában kiderült, hogy édesanyja inspirálta őt a színészi karrierre.
A Legendás állatok: Grindelwald bűntetteiben Theseus Salmandert alakította. Szerepelt a Glueban, valamint a Queen and countryban Bill Rohant alakította.

## Filmográfia
| Év   | Eredeti cím                                 | Szerep            | magyar cím                              |
| ---- | ------------------------------------------- | ----------------- | --------------------------------------- |
| 2014 | Queen and Country                           | Bill Rohan        |                                         |
| 2015 | Green Room                                  | Tiger             |                                         |
| 2015 | Victor Frankenstein                         | Alistair          | Victor Frankenstein                     |
| 2016 | Tramps                                      | Danny             |                                         |
| 2016 | Assassin's Creed                            | Nathan            | Assassin's Creed                        |
| 2017 | Writer's Room                               | Callum            |                                         |
| 2017 | Mobile Homes                                | Evan              |                                         |
| 2017 | The Only Living Boy in New York             | Thomas            | New York-i afférok                      |
| 2018 | Fantastic Beasts: The Crimes of Grindelwald | Theseus Scamander | Legendás állatok: Grindelwald bűntettei |
| 2020 | Emma                                        | Frank Churchill   | Emma                                    |

## További információ
- Callum Turner a PORT.hu-n (magyarul)
- Callum Turner az Internetes Szinkronadatbázisban (magyarul)
- Callum Turner az Internet Movie Database-ben (angolul)
- Callum Turner a Rotten Tomatoeson (angolul)